# きのこの森
きのこの森（きのこのもり）は、福井県大飯郡おおい町鹿野にあるきのこのテーマパークである。現在は指定管理者制度を設けており、株式会社おおいが当施設の運営を行っている。

## 概要
福井県大飯郡おおい町の特産品の1つ、きのこを扱うテーマパークである。園内にはきのこに関連する施設として博物館・販売コーナー・しいたけの菌床栽培施設・茶屋（休憩所）・タワー（高さ30 mの展望台）があり、それに付する施設として全長460 mのビッグスライダー（すべり台）やちびっこゲレンデなどで構成される遊具・多目的広場、文化ホールと図書館を併設する「ふるさと交流センター」、お食事処「食うまっしゅ」、陶芸体験教室の「陶芸館」の各施設が設けられている。ちなみに、当園のマスコットキャラクターは「森のくまっしゅ」である（詳細は後述）。

## 沿革
- 1994年（平成6年）4月29日：開園[9]。
- 2010年（平成22年）1月26日：『おおい町議会だよりNo.16』の紙面で指定管理者制度の導入を公表[2]。株式会社おおいが当施設の指定管理者となる[2]。
- 2016年（平成28年）6月：リニューアル工事のため、長期休園となる[10]。
- 2017年（平成29年）4月15日：リニューアル工事を終え、営業を再開[10][11]。このリニューアルは福井県のふるさと創造プロジェクト（※企画名は「「おおいにキノコ満喫プロジェクト」[12]）の一環として行われ、総事業費は約3億2,000万円となった[注 1][10]。
- 2019年（平成31年）3月16日：お食事処「食うまっしゅ」が開店[13]。同年6月、バーベキューハウスを開設[13]。
- 2021年（令和3年）1月14日：当園のマスコットキャラクター、森のくまっしゅが出演する動画が『「コロナに負けるな」福井県嶺南地域（若狭路）をPRする動画募集』で優秀賞を受賞する[14]。

## 施設
- きのこものしり館[15] - きのこの博物館。
- きのこセンター[15] - しいたけの菌床栽培施設。
- きのこ茶屋[15] - 休憩所。そり貸出し事務所を兼ねる。
- 食うまっしゅ[13] - お食事処。
- お絵かきタウン、小人が住まうテーブル[16] - 映像体験施設。2016年 - 2017年に行われたリニューアル工事に併せて新設。同施設はチームラボが手掛けた[10][16][17]。
- 特産品販売コーナー[15] - お土産（きのこ・へしこ茶漬け[特産品 2]・名田庄漬[特産品 3]・自然薯[特産品 4]など）・マスコットキャラクターグッズを扱う。
- ふるさと交流センター[15] - 文化ホール・図書館。
- きのこタワー[注 2][15] - きのこを模したタワー。高さ30 m[3][4][5][6][7][8]。多目的広場との間はエレベーターで結ばれている[3][6][7][8]。
- 陶芸館[19] - 今谷焼（）[20]の陶芸教室・体験場。森の工房を併設[7][8]。須恵器の古い窯跡が当園内で発見されたことを記念して建設された[19]。

（施設のマップ：）

## 遊具

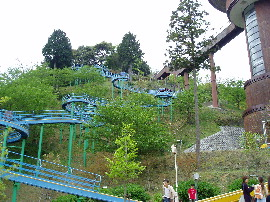
ビッグスライダー（2005年5月、右端にきのこタワーが写る）

- ビッグスライダー - 全長460 mのすべり台[3][6][7][22]。5コースを有する[7][22]。専用敷物（有料）を借りると利用することができる。
- トロッコ広場 - 列車型トロッコ。
- ちびっこゲレンデ - 子供用遊具の1つ。人工芝のゲレンデで、全長50 m[7]。きのこ茶屋でそり（有料）を借りると利用することができる。
- ムーンカート広場 - 子供用遊具の1つ。四輪自転車でカートを楽しむ[7]。

上記の他、木製遊具（フィールドアスレチック）と散策路（きのこロード）が設けられている。このエリアは多目的広場（2,000 m2 ）と遊具で構成されており、「桜林」という桜の森林がある。
（遊具のマップ・案内：）

## マスコット
「森のくまっしゅ」という公式キャラクターが居る。デザインは2018年度におおい町内の各小中学生から募集し、来園者の投票を経て選ばれたものである。なお、同キャラクターの年齢は2才（※人間なら8才）である。「100年先の未来から、森を増やすためにやってきた子グマ」であり、きのこの帽子をトレードマークとしている。
同マスコットはYouTube公式チャンネルに不定期で出演することがあり、福井県で『「コロナに負けるな」福井県嶺南地域（若狭路）をPRする動画募集』を開催した時、『ぼくの住む町 おおい町』と題した動画を応募して同企画の優秀賞を受賞した。2020年（令和2年）6月には、同マスコットのLINEスタンプの発売が行われた。

## その他
- 2021年（令和3年）8月28日から野生のヤマガラ（体長10 - 15 cm）と当園職員の男性との交流があった。この件は同年11月6日に福井新聞が「温かな交流」と題して報じている[28]。

## アクセス
公共交通機関
- JR小浜線若狭本郷駅より福鉄バス。「小車田」停留所下車[3]、徒歩2分。

自動車
- 舞鶴若狭自動車道大飯高浜IC下車、約3分[3]。小浜西IC下車、約20分[3]。

## 周辺
当施設は佐分利川沿いにあり、その対岸を福井県道・京都府道1号線が通る。近隣は山間の集落となっており、田畑が広がる。対岸をつなぐ橋として今谷橋（）が架けられており、付近には福鉄バスの「小車田」停留所やフルーツ農園の「くだものがたり」がある。
- 佐分利郵便局
- おおい町立佐分利小学校
- 佐分利保育園 - 社会福祉法人若里が運営
- 佛燈寺[29]
- くだものがたり[30] - フルーツ農園
- 福井県道・京都府道1号小浜綾部線
- 福井県道16号坂本高浜線
- 佐分利川
  - 今谷橋（） - 佐分利川に架かる橋の1つ。
  - 佐分利大橋 - 佐分利川に架かる橋の1つ。